# Hiroshi Yamamoto
Hiroshi Yamamoto (en japonés: 山本博, Yamamoto Hiroshi; Yokohama, 31 de octubre de 1962) es un deportista japonés que compitió en tiro con arco, en la modalidad de arco recurvo.
Participó en cinco Juegos Olímpicos de Verano, entre los años 1984 y 2004, obteniendo dos medallas, bronce en Los Ángeles 1984 y plata en Atenas 2004, ambas en la prueba individual. Ganó una medalla de bronce en el Campeonato Mundial de Tiro con Arco al Aire Libre de 2009, en la prueba por equipo.

## Palmarés internacional
| Juegos Olímpicos                 | Juegos Olímpicos             | Juegos Olímpicos  | Juegos Olímpicos |
| Año                              | Lugar                        | Medalla           | Prueba           |
| -------------------------------- | ---------------------------- | ----------------- | ---------------- |
| 1984                             | Los Ángeles (Estados Unidos) | Medalla de bronce | Individual       |
| 2004                             | Atenas (Grecia)              | Medalla de plata  | Individual       |
| Campeonato Mundial al Aire Libre |                              |                   |                  |
| Año                              | Lugar                        | Medalla           | Prueba           |
| 2009                             | Ulsan (Corea del Sur)        | Medalla de bronce | Equipo           |